# Chiesa di Sant'Eusebio (Agra)
La chiesa di sant'Eusebio è la parrocchiale di Agra, in provincia di Varese ed arcidiocesi di Milano; fa parte del decanato di Luino.

## Storia
L'esistenza di un luogo di culto dedicato a sant'Eusebio è attestata già nel XII secolo e poi confermata, nel Duecento, dal Liber Notitiae Sanctorum Mediolani di Goffredo da Bussero; nella successiva Notitia cleri, datata 1398, si legge che esso dipendeva dalla pieve della Valle Travaglia.
Dalla relazione della visita del 1748 dell'arcivescovo di Milano Giuseppe Pozzobonelli si apprende che a servizio della cura d'anime vi erano il parroco un cappellano e un altro sacerdote residente, che il numero dei fedeli era pari a 516 e che la parrocchiale, in cui avevano sede la Scuola della dottrina cristiana e il Consorzio della Beata Maria Vergine e San Giuseppe, aveva come filiali gli oratori San Rocco, della Beata Maria Vergine in località Luvera e di Santa Caterina a Colmegna.
Nel 1836 la parrocchia entrò a far parte del vicariato di Luino; nel 1895 l'arcivescovo di Milano Andrea Carlo Ferrari, durante la sua prima visita pastorale, rilevò che i fedeli ammontavano a 805, che la parrocchiale, dalla quale dipendevano le cappelle della Natività di Maria, di San Rocco e della Santissima Vergine del Carmine, era sede della confraternita del Santissimo Sacramento, delle Pie unioni delle Figlie di Maria e della Sacra Famiglia e della congregazione dei Terziari francescani.
I lavori di costruzione della nuova parrocchiale vennero avviati nel 1931; l'edificio, realizzato sfruttando dei materiali provenienti dal demolito oratorio di San Rocco, fu poi portato a compimento nel 1933.
Tra il 1971 e il 1972, in seguito alla riorganizzazione territoriale dell'arcidiocesi voluta dall'arcivescovo Giovanni Colombo, la parrocchia confluì nel decanato di Luino, nato dalla trasformazione del precedente omonimo vicariato.
La chiesa fu adeguata alle norme postconciliari negli anni ottanta, allorché si provvide ad aggiungere la mensa eucaristica rivolta verso l'assemblea.

## Descrizione

### Esterno

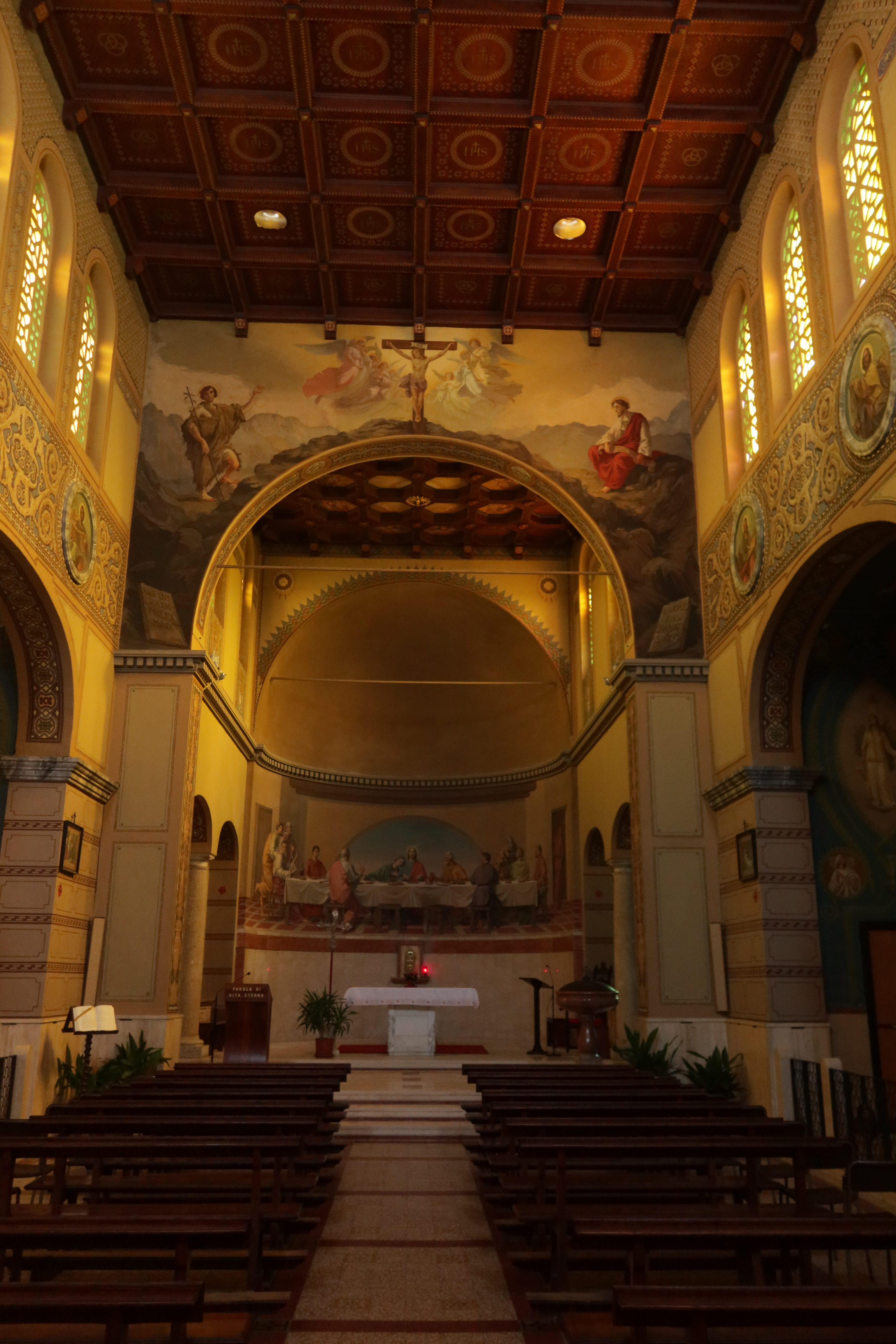
L'interno

La facciata a capanna della chiesa, rivolta a sudovest, è suddivisa da una cornice in due registri: quello inferiore, abbellito da due lesene laterali, presenta al centro il portale d'ingresso architravato, mentre quello superiore è caratterizzato da tre finestre a tutto sesto. Ai lati sono presenti due piccole ali minori, ciascuna delle quali presenta una finestra.
Annesso alla parrocchiale è il campanile a base quadrata, la cui cella presenta su ogni lato una monofora a tutto sesto ed è coperta dal tetto a quattro falde.

### Interno
L'interno dell'edificio si compone di un'unica ampia navata coperta dal soffitto a cassettoni, sulla quale si affacciano le cappelle laterali, introdotte da archi a tutto sesto, e le cui pareti sono caratterizzate, nella parte superiore, da un fascione riccamente decorato a dalle finestre che danno luce all'ambiente; al termine dell'aula si sviluppa il presbiterio, rialzato di alcuni gradini e chiuso dall'abside di forma semicircolare, abbellita da una raffigurazione dell'Ultima cena.